# Дортмундський сквер
Дортмундський сквер (рос. Дортмундский сквер) — великий парк в Радянському районі міста Ростова-на-Дону.
Заснований в 1983 році, територія — 2,01 га. Названий на честь міста-побратима Ростову-на-Дону — Дортмунда в Німеччині.
Являє собою парк районного значення з інтенсивним потоком руху населення району.

## Історія
Дормундський сквер заснований в 1983 році. Він займає територію 2 га і вважається одним з великих парків Ростова-на-Дону.
Історія скверу почалася з того, що в 1983 році місто Дортмунд в знак дружби подарувало Ростову мідну скульптуру пивовара, а ростовці в свою чергу подарували Дортмунду скульптурну композицію, яка зображує лошат. Цей обмін символізував дружні наміри між містами. Подарунок німецьких жителів здивував міську владу, яка довгий час не знала, де поставити подаровану скульптуру. В результаті було вирішено поставити «Пивовара» в новому сквері, який відкрили на площі Трудівників в Радянському районі міста.
Сквер отримав назву Дортмундського. В даний час його назва не змінилася. Сквер користується великою популярністю у місцевих жителів. Зелений сквер прикрашає цей район міста і приваблює не тільки містян, а й гостей Ростова. На його алеях росте багато дерев і кущів.